# Okuniew

Herb dawnego miasta Okuniew

Okuniew – wieś sołecka w Polsce położona w województwie mazowieckim, w powiecie mińskim, w gminie Halinów. Dawniej miasto; uzyskał lokację miejską w 1538 roku, zdegradowany w 1870 roku. W 1580 roku Okuniew położony był w powiecie warszawskim ziemi warszawskiej województwa mazowieckiego.
Do 1954 roku Okuniew był siedzibą gminy Okuniew, a w latach 1815–1831 powiatu okuniewskiego. W latach 1954–1972 wieś należała i była siedzibą władz gromady Okuniew. W latach 1975–1998 miejscowość administracyjnie należała do województwa warszawskiego.
Wieś jest siedzibą rzymskokatolickiej parafii św. Stanisława Kostki w Okuniewie.

## Położenie
Miejscowość leży około 25 km od centrum Warszawy, przy drodze wojewódzkiej nr 637, nad rzeką Długą i jej dopływem Zązą. Rozpoczyna się tu niebieski szlak turystyczny do pobliskiej wsi Długiej Kościelnej, dalej do Wiązowny, aż do Mazowieckiego Parku Krajobrazowego.

## Historia

### do XX wieku
Ziemia okuniewska stanowiła w średniowieczu wschodnią część ziemi warszawskiej. Osadnictwo na tym terenie rozpoczęło się dopiero w ciągu XV i w pierwszej połowie XVI w. Przed ustabilizowaniem się stosunków polsko-litewskich po bitwie pod Grunwaldem obszar ten nie był atrakcyjny do zakładania stałych siedzib. Unia z Litwą spowodowała awans wschodniej części Mazowsza i objęcie tutejszych terenów międzynarodowym handlem. Powstał szlak handlowy wiodący z Warszawy na Ruś przez Okuniew, Stanisławów, Dobre, Drohiczyn. W I połowie XV w. powstała w okolicy miejscowość Długa Kościelna, a w XVI w. po inkorporacji Mazowsza do Korony miasto Okuniew i wsie Chobot, Mrowiska, Cisie.
Okuniew nad rzeką Długą został lokowany na gruntach wsi Długa Wola jako miasto w 1538 przez rycerza Stanisława z Grodziska Okunia (Okonia) – cześnika czerskiego, który otrzymał przywilej lokacyjny od króla Zygmunta I Starego. Przywilej królewski nadawał prawo niemieckie oraz przywilej organizowania targów i jarmarków.
W roku 1634 Jędrzej Święcicki w swoim dziele „Topografia, czyli opis Mazowsza”, pisze :„Po drugiej stronie Wisły ziemia warszawska rozciąga się szerzej, obejmuje liche mieściny Okuniew i Stanisławów. Ostatni jest dobrze zaludniony...”
31 VII 1656 pod Okuniewem Stefan Czarniecki stoczył zwycięski bój ze Szwedami. Oddział szwedzki liczył 2000 żołnierzy, Stefan Czarniecki zdobył na Szwedach 6 działek regimentowych i ścigał nieprzyjaciół aż do Bródna.
W okresie Rzeczypospolitej Szlacheckiej dobrami okuniewskimi władali Okuniowie, Powsinowie, Ciołkowie, Radzimińscy, Okęccy, Grzybowscy, Kliccy i Łubieńscy.
W 1703 r. w Okuniewie kwaterował król szwedzki Karol XII. Doszło wtedy do bitwy wojsk szwedzkich z rosyjskimi i polsko-saskimi.
W 1786 wylądował tu balon z chemikiem Stanisławem Okraszewskim na pokładzie, który wzbudził ogólną sensację wśród ludności. Lot rozpoczął się na tarasie Zamku Królewskiego. Na miejscowym dużym, kwadratowym rynku (dziś zadrzewionym) odbywały się targi.
Wraz z rozwojem miasta zaczęła doń napływać ludność żydowska. W XVIII wieku powstała gmina żydowska z synagogą.
W 1795 roku gmina Okuniew po upadku państwa polskiego, po III rozbiorze weszła w skład państwa austriackiego. Okuniew był krótko miastem granicznym (1795–1807 granica austriacko-pruska, 1807–1809 granica Austrii i nowo powstałego Księstwa Warszawskiego). W Okuniewie i Zielonej (dziś Wesoła) znajdowały się komory celne. W 1809 roku w wyniku wojny Austrii z Księstwem Warszawskim ziemie III zaboru austriackiego włączono w skład Księstwa Warszawskiego. Wojna ta była częścią wojny V koalicji z Napoleonem Bonaparte.
W latach 1815–1831 było to miasto powiatowe. W czasie powstania listopadowego między Okuniewem a Starą Miłosną toczyły się walki poprzedzające bitwę pod Olszynką Grochowską, a ostrzelany przez Rosjan Okuniew spłonął w czasie bitwy w dniu 18 lutego 1831 r., wówczas władze powiatowe przeniesiono do Mińska Mazowieckiego.
Podczas powstania listopadowego w 1831 r. miała miejsce bitwa pod Okuniewem, w której walczył Piotr Wysocki.
Podczas powstania styczniowego w okolicach Okuniewa trwały potyczki partyzanckie w kwietniu i wrześniu 1863 roku.
Zwiększenie znaczenia miasta wiązano z budową kolei żelaznej Warszawa – Brześć – Moskwa. Po upadku powstania styczniowego rząd carski podpisał decyzję o budowie linii kolejowej. Pierwotny plan budowy przewidywał, że linia kolejowa przebiegać będzie przez Okuniew, jednak urzędnicy carscy dokonali poprawek, prowadząc ją w linii prostej z Warszawy do Brześcia. Linia kolejowa Warszawa – Brześć została zbudowana w 1866 r., a Okuniew znalazł się 4 kilometry od jej przebiegu i ten fakt zdecydował w dużym stopniu o zatrzymaniu się rozwoju i upadku miasta.
1 czerwca 1869 na mocy ukazu cara Aleksandra II Okuniew utracił prawa miejskie.
Dobra ziemskie Okuniew do II połowy XIX wieku należały do rodziny Łubieńskich. Kolejnymi właścicielami Okuniewa została rodzina Lortschów. Dobra Okuniew składały się w 1877 r. z folwarków: Okuniew, Sulejówek i Wola Grzybowska; osiedla miejskiego Okuniew oraz wsi: Okuniew, Sulejówek, Michałów, Zabraniec i Wola Grzybowska. (7527 mr.). Po śmierci Barbary z Andrzejewskich Lortsch I voto Rudnickiej (zm. 1884) i jej męża Piotra Lortscha (zm. 1896) dobra dziedziczą ich dzieci. W 1897 roku dobra Okuniew z folwarkami Okuniew, Michałów, Wola Grzybowska, Sulejówek, Zabraniec i Kaleń należą do Ludwiki z Lortschów Romiszewskiej (żony gen. Modesta Romiszewskiego), K. Szekarazina, Janiny Lortsch (później żony cyklisty Mieczysława Horodyńskiego) i Adolfa Lortscha. W 1897 właścicielem dóbr zostaje generał Konstanty Szekarazin, w którego rękach majątek pozostaje  co najmniej do 1912 roku.
W 1880 r. w dawnym mieście było 100 domów i 775 mieszkańców, a w Okuniew-Wieś (za rzeką) 166 mieszkańców. Gmina Okuniew miała 22044 mr. obszaru i 3839 ludności.

### XX wiek
Na początku XX w. funkcjonował tramwaj konny, który poruszał się wąskotorową drogą żelazną łączącą Okuniew ze stacją kolejową w Miłośnie (pozostałością po trakcie tramwajowym jest dzisiejsza ulica Tramwajowa w Sulejówku). Kolejka wąskotorowa funkcjonowała do I wojny światowej, kiedy to wycofujące się wojska rosyjskie rozebrały 3-kilometrową trasę i zarekwirowały szyny.
Panowanie rosyjskie zakończyło się w 1915 roku. Tereny Okuniewa i Sulejówka przeszły pod okupację niemiecką, trwającą do końca I wojny światowej, tj. do 1918 roku.
W 1920 r. podczas wojny polsko-bolszewickiej przez rejon Okuniewa przebiegał front wojenny.
Przed II wojną światową w Okuniewie mieszkało ok. 500 Żydów (spis w 1921 r.). W Okuniewie działały liczne żydowskie organizacje społeczne i kulturalne. Po 1930 roku wielu Żydów wyemigrowało, w konsekwencji czego siedzibę kahału przeniesiono do Rembertowa.
Podczas II wojny światowej, we wrześniu 1939 roku Okuniew zajęły wojska niemieckie. W kwietniu 1940 roku Niemcy deportowali wszystkich Żydów z Okuniewa do getta w Warszawie.
W bezpośredniej bliskości Okuniewa i Sulejówka znajduje się duży poligon wojskowy, który do lat 90. XX wieku znacznie ograniczał rozwój miejscowości.
W najbliższych latach planowana jest modernizacja drogi krajowej 637 przebiegającej przez Okuniew, w ramach której ma zostać wybudowana obwodnica

### Historia kościoła
Właściciel Okuniewa, Stanisław Okoń, zbudował pierwszy kościół drewniany w 1538 r. Dwa lata później biskup płocki Jakub Buczacki erygował parafię w Okuniewie. Świątynia została spalona przez Szwedów w 1656 r. Kolejny właściciel Okuniewa, Stefan Grzybowski, zbudował drugi drewniany kościół w 1692 r. Obecny kościół murowany zbudowano w latach 1828–1835 z funduszów Jana Łubieńskiego, właściciela ziemskiego. Świątynię zaprojektował architekt Jakub Kubicki. Niektóre źródła za projektanta uznają jednak Chrystiana Piotra Aignera. Konsekracji kościoła dokonał w 1847 r. bp Tadeusz Łubieński, sufragan kujawsko-kaliski. Świątynia była wielokrotnie remontowana w latach 1903, 1935 i 1966–1967. Obecny proboszcz dokonał gruntownego odnowienia świątyni, zarówno wewnątrz, jak i od zewnątrz oraz doprowadził do budowy dzwonnicy.
W okresie międzywojennym Okuniew był bardzo dużą i prężną parafią. Obejmowała osady od Sulejówka aż po Ossów. Dopiero po wojnie z tej parafii wyodrębniły się parafie w Rembertowie, Wesołej, Sulejówku, Miłośnie czy ostatnio w Zabrańcu.

### Gmina Okuniew
W 1944 roku spłonął budynek Urzędu Gminy w Okuniewie, wobec czego władze gminne przeniosły swoją siedzibę do Długiej Kościelnej. Od roku 1945 działała Gminna Rada Narodowa w Okuniewie z siedzibą w Długiej Kościelnej.
W 1952 roku w wyniku reorganizacji powiatu warszawskiego powstał powiat otwocki i wołomiński. Gmina Okuniew została podzielona, a Okuniew przyłączono do powiatu Wołomin.
W 1975 roku w wyniku nowego podziału administracyjnego państwa zlikwidowano powiaty. Wprowadzono dwustopniowy podział kraju – gminy i województwa. Okuniew został zlikwidowany jako gmina i przyłączony do gminy Halinów, którą włączono do województwa warszawskiego.
Po wprowadzeniu trójstopniowego podziału kraju – Okuniew należący do gminy Halinów włączono do powiatu Mińsk Mazowiecki.

## Zabytki
- kościół parafialny św. Stanisława Kostki należący do parafii św. Stanisława Kostki w Okuniewie, zbudowany w latach 1828–1835 z funduszy Jana Łubieńskiego, właściciela dóbr okuniewskich. Projekt przypisuje się Jakubowi Kubickiemu a według niektórych źródeł Chrystianowi Piotrowi Aignerowi. Salowa świątynia jest murowana, posiada nawę na rzucie prostokąta zakończoną węższą, półkoliście zamkniętą apsydą prezbiterialną, otoczoną pięciobocznym obejściem. Ściany wnętrza rozczłonkowują pilastry toskańskie, pomiędzy którymi znajdują się płytkie wnęki arkadowe. We wnękach tych znajdują się półkoliście zamknięte okna lub ołtarze. Chór muzyczny wsparto na trzech arkadach zamkniętych koszowo. Fasada podzielona przez cztery pilastry jońskie i zwieńczona trójkątnym przyczółkiem z płasko rzeźbioną sceną Ukrzyżowania w tympanonie, powyżej znajduje się szczyt schodkowy. Na osi fasady znajduje się portal z trójkątnym przyczółkiem. Dwuspadowy dach kryty blachą. Większość ciekawego wyposażenia kościoła pochodzi z XVIII w. W ołtarzu głównym obraz Trójcy Świętej, dzieło szkoły włoskiej z początków XVIII w.
- ruiny pałacu rodziny Łubieńskich z I połowy XIX w. Dwukondygnacjowa budowla na planie prostokąta posiadała trójboczny ryzalit od strony ogrodowej oraz nieznaczny ryzalit od frontu zwieńczony trójkątnym szczytem. Budowlę krył czterospadowy dach. Od lat 70. XX w. w stanie pogłębiającej się ruiny.
- W otoczeniu ruin pałacu znajdują się resztki parku krajobrazowego, założonego współcześnie z pałacem.
- cmentarz parafialny z XIX w. a na nim:
  - klasycystyczna kaplica cmentarna z 2. ćwierci XIX w. Fasada ujęta została w pary pilastrów toskańskich i zwieńczona trójkątnym szczytem. Wnętrze urozmaicają kanelowane pilastry. Okna mają półkolisty wykrój. Dwuspadowy dach kryje dachówka.
  - klasycystyczny nagrobek z piaskowca, Dionizego (zm. 1848) i Ludwiki (zm. 1849) Smoleńskich, właścicieli ziemskich majątków Budziska i Młotkowa.
  - pomnik żołnierzy poległych w 1920 roku.
  - wśród nagrobków zasługuje na uwagę grób ks. proboszcza Władysława Żebrowskiego (zm. 1918 r.) z rzeźbą Chrystusa niosącego krzyż oraz położony za kaplicą nagrobek Kazimierza Kudlińskiego, żołnierza I Pułku Szwoleżerów, który poległ w 1926 r. podczas walk ulicznych związanych z przewrotem majowym.
- cmentarz żydowski założony w I poł. XIX wieku znajduje się przy ul. Cmentarnej, w lesie za cmentarzem katolickim. Zdewastowany przez hitlerowców od czasów II wojny światowej jest w stanie ruiny. Na powierzchni 0,5 ha zachowało się około 10 nagrobków, z których najstarszy pochodzi z 1881. Można odnaleźć fragmenty rozbitych i uszkodzonych licznych macew. W 1988 Fundacja Rodziny Nissenbaumów spowodowała, że teren kirkutu został uporządkowany i ogrodzony. Obecnie kirkutem opiekuje się młodzież z gimnazjów w Okuniewie i Sulejówku – jednak ponownie zarasta lasem.
- zabudowa rynku, kamienice u zbiegu z ul. Pułtuską pochodzą z II poł. XIX wieku, o charakterze zabudowy miejskiej. Pozostałe budynki utraciły cechy zabytkowe.
- głaz pamiątkowy przy skwerze na rynku z napisem: „1939–1944 ofiarom II wojny światowej córkom i synom Ziemi Okuniewskiej Rodacy 9-5-1981”.

## Pozostałe informacje
- W Okuniewie urodził się rzeźbiarz Abraham Ostrzega oraz Adolf Lortsch, ziemianin, właściciel pól naftowych i miasta Grozny.
- Okuniew nadal posiada charakter małego miasteczka, którego środek stanowi Rynek (125 m x 100 m).
- Akta stanu cywilnego parafii rzymskokatolickiej Okuniew z lat 1846–1896, 1898–1899 jako jedne z najpełniejszych posłużyły do badań genealogicznych prowadzonych przez Archiwum Państwowe m. st. Warszawy Oddział w Otwocku.
- od 2000 do 2012 na terenie parafii w Okuniewie realizowany był serial telewizyjny Plebania[16][17].
- w latach 1991–2006 w Okuniewie istniał regionalny Browar Mazowiecki. Produkował butelkowane piwo Królewicz, odznaczające się niską jakością, przez co nie przetrwał konkurencji.
- w latach 1798–1818 Okuniew był siedzibą dekanatu okuniewsko-stanisławowskiego, po roku 1818 siedziba została przeniesiona ponownie do Stanisławowa.
- w Okuniewie znajduje się stadnina koni, prowadząca Klub Jeździecki Dworek.
- przy Zespole Szkół działa Ludowy Uczniowski Klub Sportowy „Okuńhal”, skupiający młodzież z Okuniewa i Halinowa.
- w Okuniewie działa Dom Kultury.
- przy Ochotniczej Straży Pożarnej funkcjonuje orkiestra strażacka.
- przy ulicy Szkolnej 13 ma swoją siedzibę Towarzystwo im. Rycerza Okunia.

## Lasy Okuniewsko-Rembertowskie
Las pomiędzy miastem Zielonką, Rembertowem, Sulejówkiem a Okuniewem. W latach 80. XIX wieku carskie władze wojskowe przystąpiły do organizowania poligonu artyleryjskiego ograniczonego od północy rzeką Długą, od południa drogą Praga – Okuniew – Stanisławów, od zachodu miejscowościami: Rembertów i Zielonka, od wschodu miejscowością Zabraniec. Z terenu przyszłego poligonu została wysiedlona zamieszkująca tam ludność z miejscowości: Mamki, Dembe Małe, Kaleń, która po otrzymaniu rekompensaty pieniężnej osiedlała się m.in. w Wołominie, Dobczynie.
Od końca I wojny światowej teren lasów okuniewsko-rembertowskich był w posiadaniu Wojska Polskiego.
Zalesienia na tym terenie były nikłe, obecne drzewostany powstały w wyniku sztucznych zalesień i samosiewu. Liczne dawniej na tym terenie (a obecnie zanikające) otwarte torfowiska, podmokłe łąki i wrzosowiska, były dawniej koszone i wypasane, bądź to przez wojsko, bądź w ramach dzierżawy przez okolicznych chłopów. Tradycyjnie użytkowane tereny dostarczały m.in. paszy dla koni, służących niegdyś licznie w kawalerii.